# Решетников Анатолій Георгійович
Анатолій Георгійович Решетников (справжнє прізвище Решетченко) (22 червня 1923, Київ, Українська РСР, СРСР — 22 лютого 2018, Київ, Україна) — український актор. Народний артист Українськой РСР (1966). Лауреат Державної премії України ім. Т. Г. Шевченка (1983).

## Життєпис
Закінчив Київський театральний інститут (1948).
З 1948 р. — актор Київського російського драматичного театру ім. Лесі Українки (грав у спектаклях: «Камінний господар», «У пущі», «Дядя Ваня», «Варшавська мелодія» та ін.). Знявся у багатьох фільмах і телеспектаклях. Грав Путяка у стрічці «Вогненний міст» (1958, т/ф), Мартина в «Далеко від Батьківщини» (1960), читав дикторський текст у телестрічці «Наталя Ужвій» (1960) тощо. Член Національної спілки театральних діячів України.
Останні роки проживав у Будинку ветеранів сцени в Пуща-Водиці на околиці Києва, де і помер.

## Смерть та поховання
Помер 22 лютого 2018 року в Києві на 95 році життя. Похований на Байковому кладовищі.